# Centrum Symulacji i Komputerowych Gier Wojennych
Centrum Symulacji i Komputerowych Gier Wojennych (CSiKGW) – jednostka organizacyjna Akademii Sztuki Wojennej.
Centrum rozpoczęło działalność 1 stycznia 2006 roku. Podstawowym dokumentem określającym zadania, podległość i strukturę Centrum Symulacji i Komputerowych Gier Wojennych jest zarządzenie nr 54/MON Ministra Obrony Narodowej z dnia 21.08.2001 r. w sprawie utworzenia CSiKGW w Akademii Obrony Narodowej.
Centrum jest instytucją zajmującą się organizacją ćwiczeń wspomaganych komputerowo (Computer Assisted Exercise - CAX) oraz wdrażaniem i wykorzystaniem systemów symulacyjnych w wielu dziedzinach działalności militarnej. Wspiera dowództwa i sztaby szczebla taktycznego i operacyjnego w przygotowaniu, przeprowadzeniu i ocenie ćwiczeń. We współpracy z Wydziałami oraz Centrami Akademii Sztuki Wojennej współorganizuje także ćwiczenia dla słuchaczy akademii.
W zakresie teorii i praktyki modelowania i symulacji procesów walki, wdrażania i monitorowania rozwoju systemów symulacyjnych procesów walki Centrum Symulacji współpracuje z krajowymi oraz zagranicznymi ośrodkami zajmującymi się tą problematyką.

## Jednostki organizacyjne
- Oddział Ćwiczeń SZ 
  - Zespół Modelowania i Symulacji
  - Zespół Zabezpieczenia Ćwiczeń
- Oddział Wsparcia Teleinformatycznego i Symulacji
  - Zespół Systemów Teleinformatycznych
  - Zespół Analiz i Baz Danych
  - Sekcja Zabezpieczenia Multimedialnego
- Sekcja Logistyki

## Szefowie
- płk dr Jan Knetki - 2002-2013[2]
- płk dr Jacek Joniak - od 2013-2016[1][2]
- płk dr inż. Marek Sołoducha - od 2016[2]